# Айшур
Айшур (удм. Айшур) — деревня в Кизнерском районе Удмуртии, входит в Старокармыжское сельское поселение. Находится в 21 км к востоку от Кизнера, в 32 км к юго-западу от Можги и в 107 км к юго-западу от Ижевска.